# ITU World Championship Series 2021
Die ITU World Championship Series 2021 (auch World Triathlon Series, WTS) ist eine Triathlon-Rennserie mit Wettkämpfen über die olympische Distanz und die Sprintdistanz sowie als Staffelbewerb (Mixed Relay). Sie wird unter Obhut des internationalen Triathlon-Verbands International Triathlon Union (ITU) ausgetragen. Der Sieger und die Siegerin der Serienwertung werden als Triathlon-Weltmeister geehrt.

## Organisation
Diese Weltserie wird seit 2009 jährlich unter sportrechtlicher Obhut der ITU veranstaltet, von 1989 bis 2008 wurden die Weltmeister jeweils in einem einzelnen Wettkampf ermittelt.

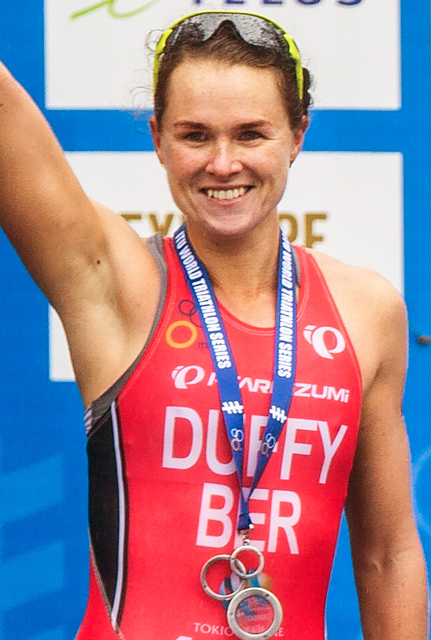
Flora Duffy – Triathlon-Weltmeisterin auf der Kurzdistanz 2016, 2017 und 2021

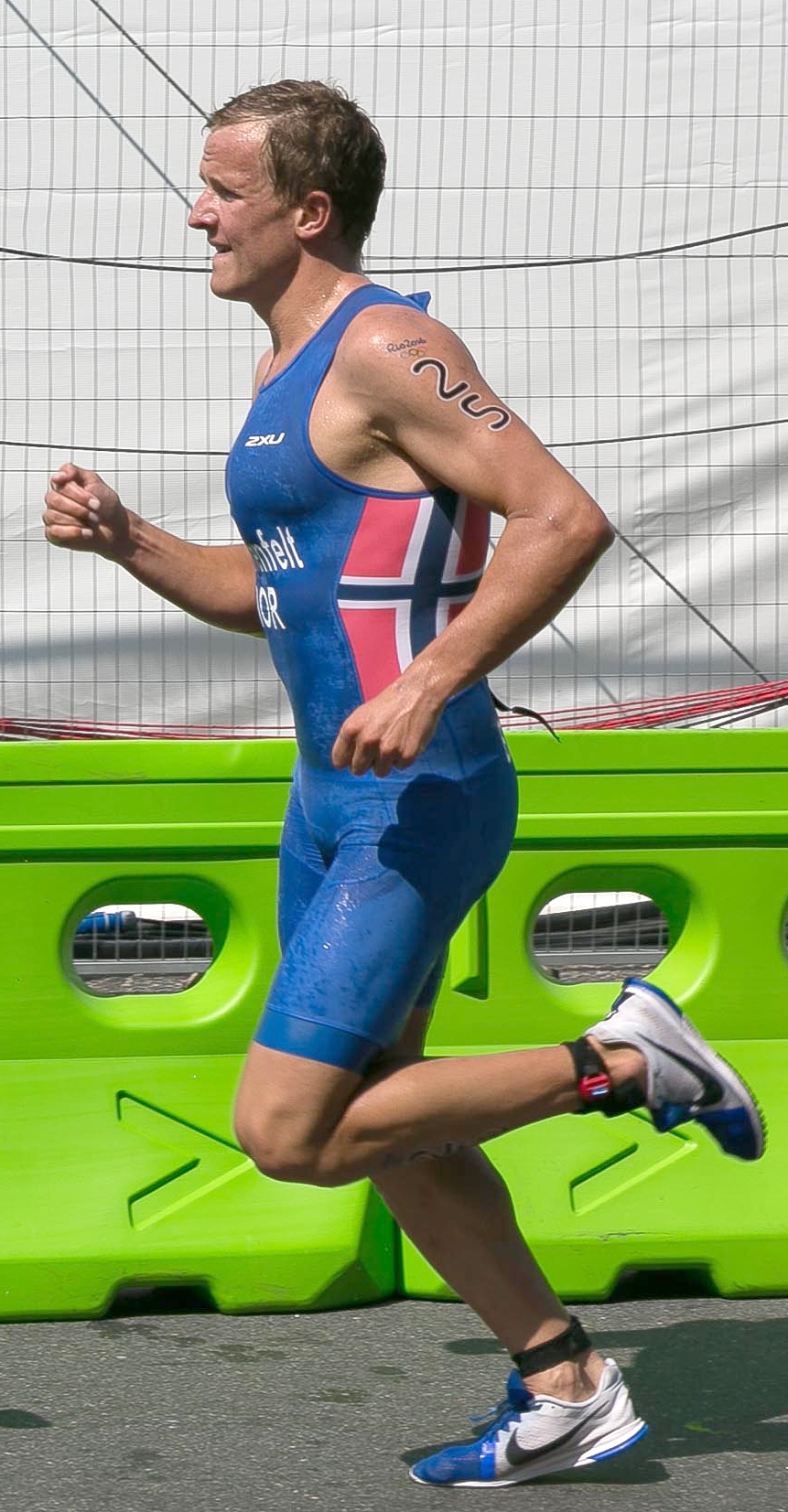
Kristian Blummenfelt – Triathlon-Weltmeister auf der Kurzdistanz 2021

Auf der olympischen Distanz bestehen die Wettkämpfe aus 1,5 km Schwimmen, 40 km Radfahren und 10 km Laufen, auf der Sprintdistanz aus 750 m Schwimmen, 20 km Radfahren und 5 km Laufen. Bei den Elite-Wettkämpfen ist generell Drafting (Radfahren im Windschatten) freigegeben. Bei den im Rahmenprogramm veranstalteten Breitensport-Wettkämpfen besteht dagegen Drafting-Verbot, d. h. jeder Athlet hat zum vorausfahrenden Athleten auf der Radstrecke mindestens zwölf Meter Abstand einzuhalten.
In der Saison 2021 sollen sieben Rennen mit dem Finale im August in Edmonton (Grand Final, olympische Distanz) stattfinden. Im Oktober sollten in Bermuda die Weltmeister auf der Sprintdistanz und in der Staffel ermittelt werden, die Austragung wurde aber im September abgesagt.
Die beiden Rennen in Hamburg sowie in Abu Dhabi werden für die Jahreswertung 2022 berücksichtigt.

### Qualifikation
Jeder nationale Dachverband kann pro Wettkampf der Serie bis zu sechs männliche und weibliche Athleten nominieren, der gastgebende Verband bis zu acht. Die Meldung hat spätestens 33 Tage vor dem Wettkampf an die ITU zu erfolgen.

Die ITU stellt anhand der Platzierung der gemeldeten Athleten auf der ITU Points List die Starterfelder von je 60 männlichen und weiblichen Athleten zusammen, zusätzlich können je fünf Einladungen ausgesprochen werden. In die ITU Points List gehen im Gegensatz zum World Championship Ranking auch weitere Wettkämpfe wie z. B. U23-Weltmeisterschaften, kontinentale Meisterschaften und Cup-Veranstaltungen und Studentenweltmeisterschaften ein.

### Grand Final
Nach dem Rennen am letzten Austragungsort der Saison (Grand Final) werden der Sieger und die Siegerin der Serienwertung als Triathlon-Weltmeister geehrt.
Im Rahmen des Grand Final werden zudem jährlich die
1. Weltmeister Mixed Team Relay (gemischte Staffel: 300 m Schwimmen, 6,5 km Radfahren und 1,7 km Laufen), die
2. Weltmeister in der Kategorie U23 auf der olympischen Distanz (1,5 km Schwimmen, 40 km Radfahren und 10 km Laufen) sowie die
3. Weltmeister bei den Junioren (750 m Schwimmen, 20 km Radfahren und 5 km Laufen) bestimmt.

Flora Duffy aus Bermuda wurde beim Rennen in Edmonton Dritte und wurde damit Triathlon-Weltmeisterin 2021. Bei den Männern ging der Titel auf der Kurzdistanz an den Norweger Kristian Blummenfelt. Beide konnten somit als die ersten Triathleten sowohl die Weltmeisterschaft wie auch die Olympiade für sich entscheiden.

## Ergebnisse

### Elite – Männer
| Datum         | Ort       | Gold                 | Zeit     | Silber           | Zeit     | Bronze          | Zeit     |
| 15. Mai 2021  | Yokohama  | Kristian Blummenfelt | 01:42:55 | Jelle Geens      | 01:43:05 | Morgan Pearson  | 01:43:12 |
| 6. Juni 2021  | Leeds     | Alex Yee             | 01:43:27 | Morgan Pearson   | 01:43:52 | Marten Van Riel | 01:44:03 |
| 13. Aug. 2021 | Montreal  | Dorian Coninx        | 00:22:08 | Vincent Luis     | 00:22:09 | Léo Bergère     | 00:22:11 |
| 21. Aug. 2021 | Edmonton  | Kristian Blummenfelt | 01:44:14 | Marten Van Riel  | 01:44:14 | Léo Bergère     | 01:44:15 |
| 18. Sep. 2021 | Hamburg   | Tim Hellwig          | 00:53:08 | Paul Georgenthum | 00:16:19 | Léo Bergère     | 00:16:20 |
| 5. Nov. 2021  | Abu Dhabi | Jelle Geens          | 00:52:20 | Vincent Luis     | 00:52:25 | Bence Bicsák    | 00:52:28 |

### Elite – Frauen
| Datum         | Ort       | Gold            | Zeit     | Silber               | Zeit     | Bronze           | Zeit     |
| 15. Mai 2021  | Yokohama  | Taylor Knibb    | 01:54:27 | Summer Rappaport     | 01:54:57 | Maya Kingma      | 01:55:05 |
| 6. Juni 2021  | Leeds     | Maya Kingma     | 01:54:26 | Jessica Learmonth    | 01:54:37 | Sophie Coldwell  | 01:54:46 |
| 13. Aug. 2021 | Montreal  | Flora Duffy     | 00:23:07 | Taylor Knibb         | 00:23:14 | Taylor Spivey    | 00:23:24 |
| 21. Aug. 2021 | Edmonton  | Taylor Knibb    | 01:54:47 | Léonie Périault      | 01:55:43 | Flora Duffy      | 01:56:11 |
| 18. Sep. 2021 | Hamburg   | Laura Lindemann | 00:58:17 | Nicole van der Kaay  | 00:58:21 | Summer Rappaport | 00:58:26 |
| 5. Nov. 2021  | Abu Dhabi | Flora Duffy     | 00:55:41 | Georgia Taylor-Brown | 00:55:53 | Sophie Coldwell  | 00:56:11 |

### Mixed Relay (Staffel)
| Datum         | Ort     | Gold                                                                            | Silber                                                                        | Bronze                                                                          |
| 19. Sep. 2021 | Hamburg | Laura Lindemann, Lasse Nygaard-Priester, Marlene Gomez-Islinger und Tim Hellwig | Beatrice Mallozzi, Alessio Crociani, Carlotta Missaglia und Gianluca Pozzatti | Alberte Kjær Pedersen, Emil Holm, Sif Bendix Madsen und Oscar Gladney Rundqvist |

### Gesamtwertung 2021

#### Männer
| Platz | Land | Athlet                | Punkte |
| ----- | ---- | --------------------- | ------ |
| 1     | NOR  | Kristian Blummenfelt  | 3927   |
| 2     | BEL  | Marten Van Riel       | 3594   |
| 3     | GBR  | Alex Yee              | 3289   |
| 4     | FRA  | Léo Bergere           | 3131   |
| 5     | NZL  | Hayden Wilde          | 2719   |
| 6     | FRA  | Vincent Luis          | 2614   |
| 7     | FRA  | Dorian Coninx         | 2525   |
| 8     | ESP  | Antonio Serrat Seoane | 2371   |
| 9     | USA  | Seth Rider            | 1812   |
| 10    | USA  | Morgan Pearson        | 1781   |
| 11    | CHE  | Adrien Briffod        | 1763   |
| 16    | GER  | Jonas Schomburg       | 1435   |
| 57    | AUT  | Alois Knabl           | 227    |

#### Frauen
| Platz | Land | Athletin            | Punkte |
| ----- | ---- | ------------------- | ------ |
| 1     | BER  | Flora Duffy         | 3861   |
| 2     | USA  | Taylor Knibb        | 3486   |
| 3     | USA  | Taylor Spivey       | 3239   |
| 4     | NED  | Maya Kingma         | 3161   |
| 5     | GBR  | Sophie Coldwell     | 2942   |
| 6     | USA  | Katie Zaferes       | 2902   |
| 7     | FRA  | Léonie Périault     | 2620   |
| 8     | GER  | Laura Lindemann     | 2516   |
| 18    | FRA  | Cassandre Beaugrand | 1075   |
| 27    | AUT  | Julia Hauser        | 732    |
| 32    | CHE  | Nicola Spirig       | 677    |

(Stand: 21. September 2021)